# Pavlivșciîna, Karlivka
Pavlivșciîna (în ucraineană Павлівщина) este un sat în comuna Maksîmivka din raionul Karlivka, regiunea Poltava, Ucraina.

## Demografie
Componența lingvistică a localității Pavlivșciîna
     Ucraineană (88,89%)
     Rusă (11,11%)
Conform recensământului din 2001, majoritatea populației localității Pavlivșciîna era vorbitoare de ucraineană (88,89%), existând în minoritate și vorbitori de rusă (11,11%).